# My Head Is an Animal
My Head Is an Animal – debiutancki album studyjny islandzkiej indiepopowej grupy Of Monsters and Men. Sesja nagraniowa płyty odbyła się w marcu 2011 roku. Album wydany został w sierpniu 2011 roku w Islandii przez wytwórnię płytową Record Records. Po sukcesie pierwszego singla "Little Talks" w Islandii grupa podpisała kontrakt z wytwórnią Universal Music Group na międzynarodowe wydanie płyty. Płyta wydana została w Stanach Zjednoczonych 3 kwietnia 2012 roku.

## Lista utworów

### Wydanie islandzkie
1. Dirty Paws
2. King and Lionheart
3. Numb Bears
4. Sloom
5. From Finner
6. Little Talks
7. Six Weeks
8. Love Love Love
9. Your Bones
10. Lakehouse
11. Yellow Light

### Wydanie amerykańskie
1. Dirty Paws
2. King and Lionheart
3. Mountain Sound
4. Slow and Steady
5. From Finner
6. Little Talks
7. Six Weeks
8. Love Love Love
9. Your Bones
10. Sloom
11. Lakehouse
12. Yellow Light

## Notowania
| Lista (2012)                    | Najwyższa pozycja |
| ------------------------------- | ----------------- |
| Austrian Albums Chart           | 17                |
| Belgium Albums Chart (Flandia)  | 14                |
| Belgium Albums Chart (Wallonia) | 65                |
| Canadian Albums Chart           | 5                 |
| Dutch Albums Chart              | 30                |
| German Albums Chart             | 4                 |
| Icelandic Albums Chart          | 1                 |
| Swiss Albums Chart              | 29                |
| USA Billboard 200               | 6                 |
| USA Alternative Albums          | 1                 |
| USA Rock Albums                 | 1                 |